# クララ・サザン

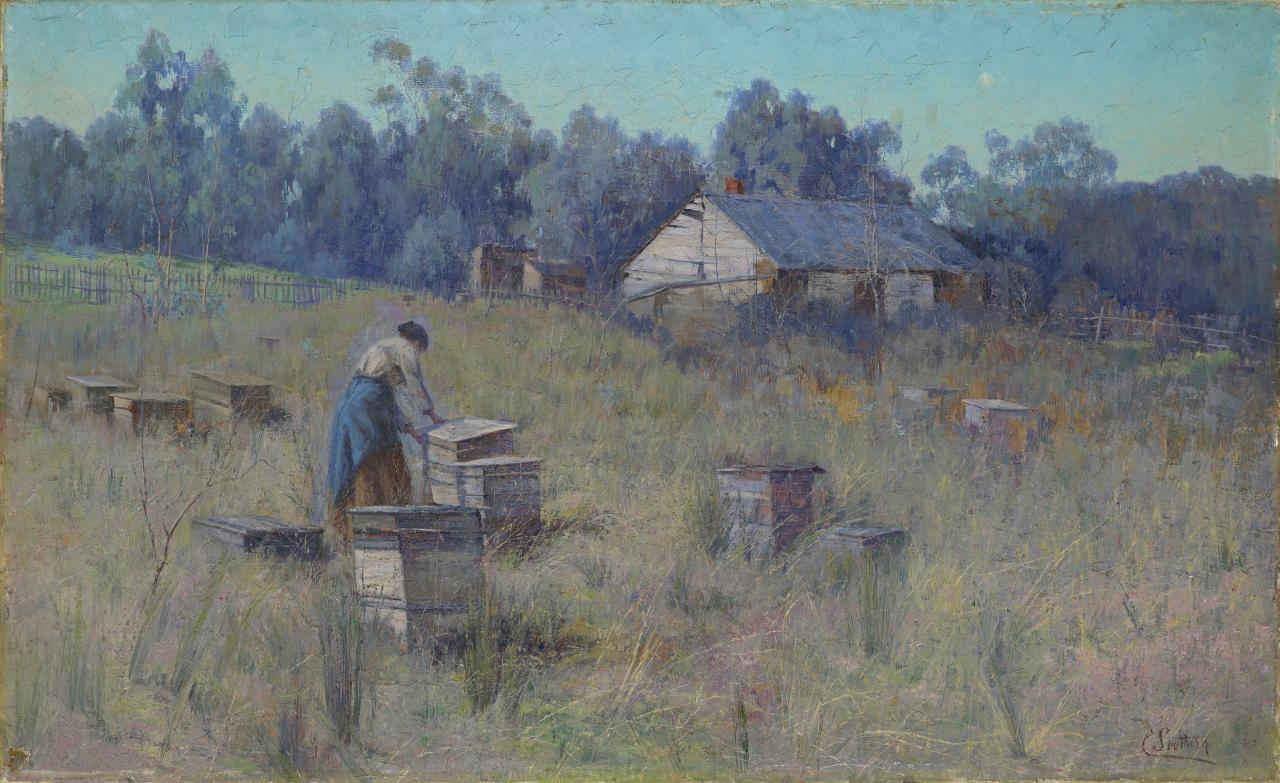
サザン作「Old Bee Farm」、(1900年頃)ビクトリア国立美術館蔵

クララ・サザン（Clara Southern、1860年10月3日 - 1940年12月15日)はオーストラリアの画家である。オーストラリアにおいて、ヨーロッパの印象派の影響を受けた画家たちのグループ、ハイデルバーグ派の画家の一人に数えられる。

## 略歴
現在のビクトリア州のカイネトン(Kyneton)の材木商も営む農家に生まれた。メルボルンのビクトリア国立美術館の絵画学校でオズワルド・ローズ・キャンベルに学び、National Gallery of Victoria Art Schoolで、フォリングスビー(G. F. Folingsby)やフレデリック・マッカビンに学んだ。メルボルンでは、仲間の学生のジェーン・サザーランドやトム・ロバーツと1888年に共同でスタジオを開いた。サザンはスタジオで絵画教室を開き、ハイデルバーグやイーグルタウンに仲間と写生旅行に出かけた。
1908年までにメルボルンから30㎞程離れた、ウォランダイト(Warrandyte)に若い風景画家のペンリー・ボイド(Penleigh Boyd)やハロルド・ハーバード (Harold Herbert)と、芸術家のコミュニティを作り、先輩画家のウォルター・ウィザーズも風景画を描くためにしばしばウォランダイトを訪れた。サザンのコテッジにはマッカビンやアレキサンダー・コフーン(Alexander Colquhoun:1862-1941)が、何度も訪れ、ジョー・スィートマン(Estelle Mary (Jo) Sweatman:1872-1956)は近所に住んで活動するようになった。画家として評価が高まり、ウォランダイトでで絵画教室を開いて若い画家を教えた。
1905年に鉱山技術者のArthur Flinnと結婚しウォランダイトに住まいを作り、のちにスタジオも作った。結婚後もサザンの姓のままで作品を出展した。養蜂の農場を描いた「Old Bee Farm」が有名な作品で、ロイド・オニールが1988年の著書で選んだ、オーストラリア近代の代表的な絵画56点の内の1点となった。
ヴィクトリア州芸術家協会(Victorian Artists Society)など、多くの美術家組織の会員となり、メルボルンの芸術家の社交クラブであるブオナローティ・ソサイエティ(Buonarotti society)の最初の女性会員、オーストラリア芸術家協会(Australian Artists' Association)の最初の女性会員であった。

## 作品

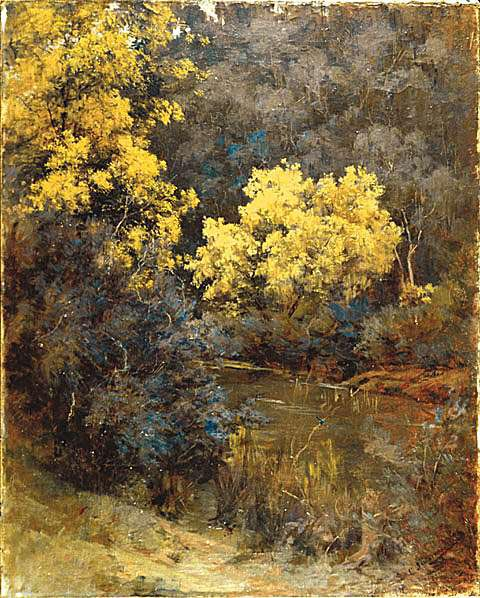
"A Cool Corner"(c.1918)
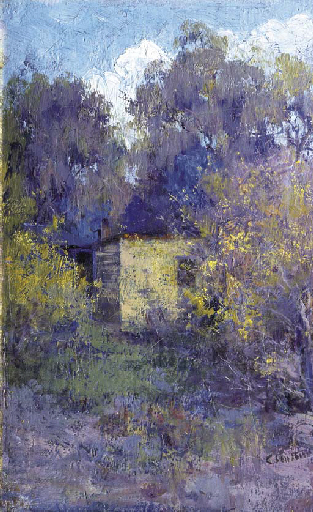
小屋のある風景(c.1900)
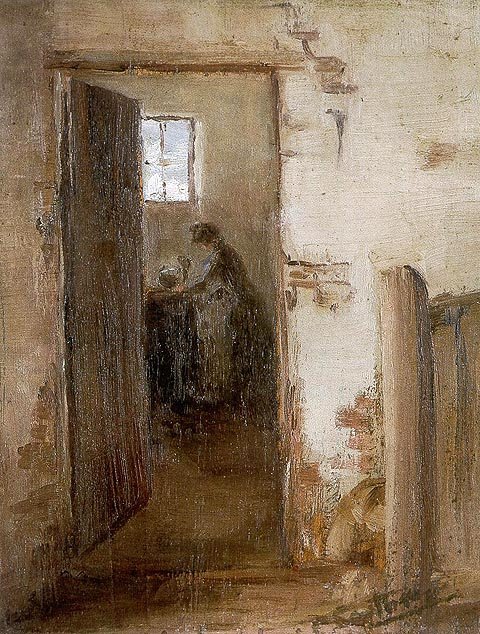
キッチン (1912)
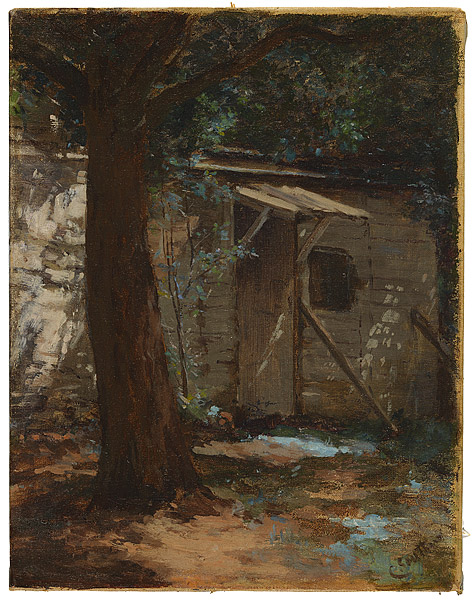
古びた日よけ (c.1900)

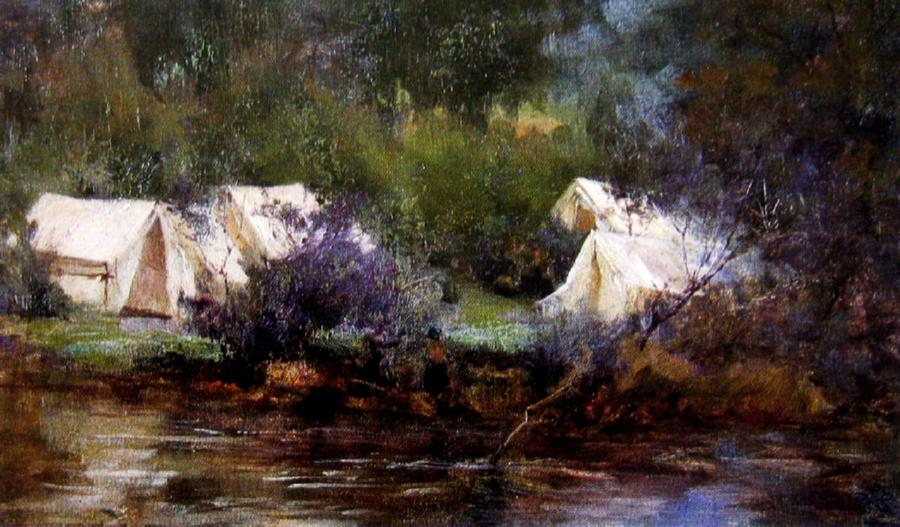
森のキャンプ(1914)
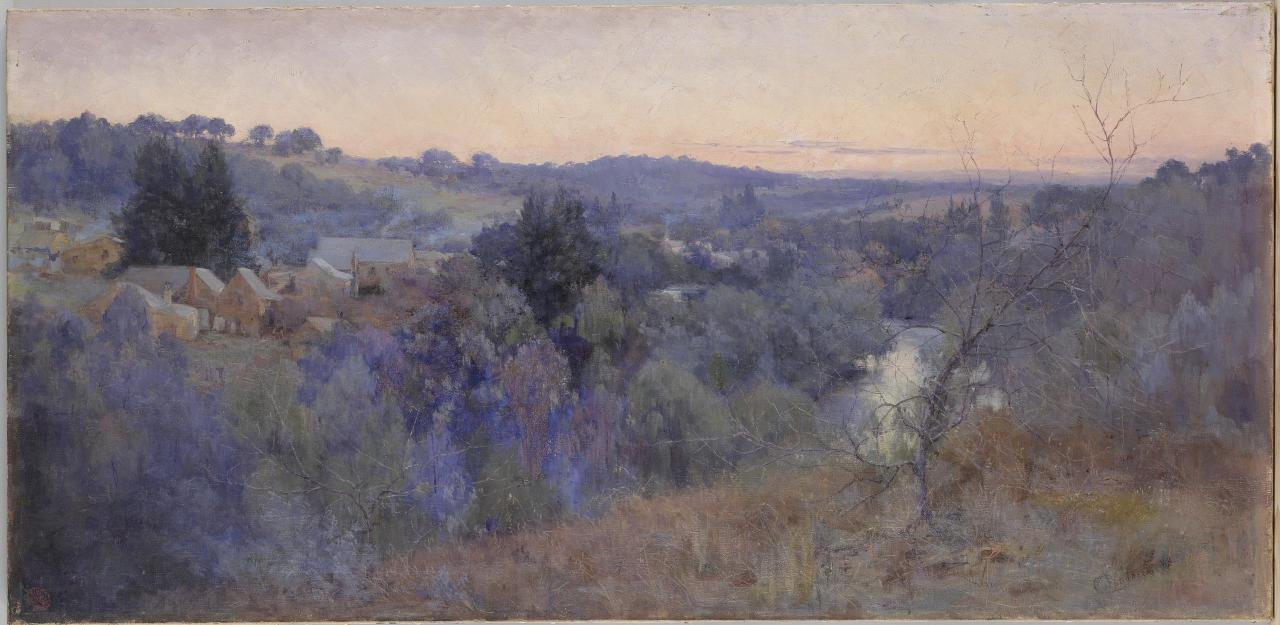
Evensong